# Kapillær
Kapillærer (latin capillaris, "hår") eller hårkar er fine blodkar, der ikke er tykkere end et hår, dvs. mellem 0,1 og 0,01 mm i diameter. 
Der løber kapillærer langs alle cellerne i en krop, og det er fra kapillærerne at næringsstoffer og ilt kommer over i cellerne, og kuldioxid kommer fra cellerne over i blodet.
I planter findes ligeledes kapillærer: det er de kanaler gennem hvilke vandet vandrer fra rødderne til bladene. Vandet vandrer op ved hjælp af kapillærkræfterne.
I byggeri bruger man begrebet kapillarbrydende lag om et bygningslag, der skal forhindre opstigende fugt.
| Anatomi | Spire Denne artikel om anatomi er en spire som bør udbygges. Du er velkommen til at hjælpe Wikipedia ved at udvide den. |